# Pamela Fryman

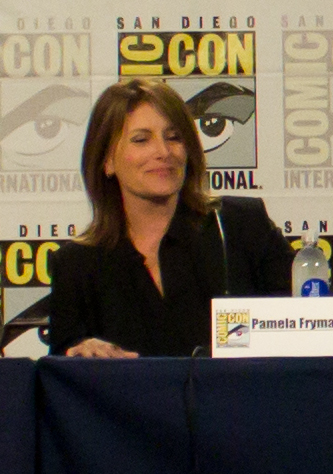

Pamela Fryman là một nữ đạo diễn và nhà sản xuất cho các phim truyền hình mang thể loại hài kịch tình huống người Mỹ. Cô được biết đến trong vai trò đạo diễn, ngoại trừ 12 tập, của bộ phim nổi tiếng How I Met Your Mother.

## Tiểu sử
Fryman lớn lên tại Philadelphia.

## Sự nghiệp
Công việc đầu tiên của Fryman là trợ lý cho chương trình The John Davidson Show và sau đó trở thành trợ lý kiêm thư ký cho chương trình Santa Barbara, sau đó là vai trò trợ lý đạo diễn và cuối cùng là đạo diễn. Năm 1993, nhà sản xuất Peter Noah, người mà cô từng hợp tác trong game show Dream House, đưa cho Fryman cơ hội để chỉ đạo diễn xuất một tập trong bộ phim hài kịch tình huống ngắn mang tên Café Americain. Đây là những bước vững vàng đầu tiên của cô cho sự nghiệp thành công sau này.
Trước khi sự nghiệp đạo diễn phim truyền hình của cô nở rộ, cô từng tham gia chỉ đạo cho Frasier từ phần 4 đến phần 8.
Fryman tham gia đạo diễn cho phần lớn bộ phim How I Met Your Mother. Nhà sản xuất của bộ phim - Craig Thomas đề cao khả năng giao tiếp của cô, anh chia sẻ, "Cô ấy khiến mọi người cảm thấy mình được lắng nghe và tôn trọng và cô ấy có thể kết nối tới bất cứ ai."

## Sự nghiệp điện ảnh

### Những tập tham gia đạo diễn
- Santa Barbara (1 tập)
- Café Americain (1 tập)
- The Boys Are Back (1 etập)
- Dweebs (9 tập)
- The Naked Truth (1 tập)
- Bless This House (3 tập)
- Good Company (2 tập)
- Caroline in the City (tập)
- Hope and Gloria (2 tập)
- Townies (1 tập)
- Cybill (4 tập)
- Friends (2 tập)
- Fired Up (2 tập)
- Suddenly Susan (5 tập)
- George & Leo (4 tập)
- The King of Queens (3 tập)
- The Norm Show (1 tập)
- Love & Money (1 tập)
- Three Sister] (2 tập)
- Frasier (34 tập)
- Inside Schwartz (2 tập)
- In-Laws (2 tập)
- Just Shoot Me! (89 tập)
- Happy Family (9 tập)
- Two and a Half Men (20 tập)
- Courting Alex (1 tập)
- Accidentally on Purpose (2 tập)
- Mad Love (1 tập)
- How I Met Your Mother (196 tập)

### Những tập tham gia sản xuất
- Just Shoot Me!
- Happy Family
- How I Met Your Mother

## Đời tư
Fryman có hai cô con gái sinh đôi.

## Các giải thưởng
Fryman thắng hai giải Daytime Emmy, cả hai đều cho sự cộng tác của cô trong chương trình Santa Barbara vào hai năm 1990 và 1991 và dược đề cử cho 4 giải Directors Guild of America, trong đó có 3 giải dành cho bộ phim Frasier và một giải cho Just Shoot Me.